# Crowdsourcing
In economia, il crowdsourcing (da crowd "folla" e sourcing "origine") è lo sviluppo collettivo  di un progetto – in genere su base volontaria, o su invito – da parte di una moltitudine di persone esterne all'azienda ideatrice.

## Descrizione
Questo modello operativo, in genere reso possibile grazie a Internet, non riguarda necessariamente la scrittura di codice in linguaggi di programmazione: per la varietà di progetti, basti pensare a Wikipedia stessa (le cui voci sono redatte e rifinite dai propri lettori).
In ambito economico può essere definito come "esternalizzazione di una parte delle proprie attività", è un modello di business nel quale un'azienda o un'istituzione affida la progettazione, la realizzazione o lo sviluppo di un progetto, oggetto o idea a un insieme indefinito di persone non organizzate precedentemente. Questo processo viene favorito dagli strumenti che mette a disposizione il web. Solitamente il meccanismo delle open call viene reso disponibile attraverso dei portali presenti sulla rete internet.
Ad esempio, al pubblico può essere richiesto di sviluppare nuove tecnologie, portare avanti un'attività di progettazione, definire o sviluppare un algoritmo, o aiutare a registrare, sistematizzare o analizzare grandi quantità di dati.
Il crowdsourcing inizialmente si basava sul lavoro di volontari ed appassionati, che dedicavano il loro tempo libero a creare contenuti e risolvere problemi. La community open source è stata la prima a trarne beneficio. L'enciclopedia Wikipedia viene considerata da molti un esempio di crowdsourcing volontario. Altri esempi comuni sono i portali che accettano recensioni libere, sia nel campo dei prodotti (come per esempio Amazon) che dei servizi (come per esempio TripAdvisor).
Oggi il crowdsourcing è per le aziende un nuovo modello di open enterprise, per i freelance diventa la possibilità di offrire i propri servizi su un mercato globale e per i ricercatori universitari un modo per raccogliere dati importanti e fare nuove scoperte o rivelazioni, come nel caso della ricerca linguistica.
Questo termine è usato spesso da aziende, giornalisti e altre categorie per riferirsi alla tendenza a strutturare la collaborazione di massa, resa possibile dalle nuove tecnologie del Web 2.0, per raggiungere determinati obiettivi. Ciononostante, sia il termine che i modelli di business che sottintende sono oggetto di controversie e critiche.
James Surowiecki, con il suo libro La saggezza della folla, si ispira nel titolo a quello ben più pessimista di Charles Mackay (La pazzia delle folle. Ovvero le grandi illusioni collettive), ed è da considerare fra gli osservatori più ottimisti del fenomeno, nonostante ponga paletti ben definiti. Fra altri perché la folla sia superiore al gruppo degli esperti e non cada facilmente in errori grossolani e catastrofici deve essere rispettato un principio d'attitudine all'abilità quanto alla diversità come dimostra scientificamente Scott E. Page nel suo Teorema.
(Jeff Howe, Crowdsoucing, pagina 101)

## Origini
Il termine crowdsourcing fu usato per la prima volta da Jeff Howe in un articolo del giugno 2006 per la rivista Wired, dal titolo The Rise of Crowdsourcing. Secondo Howe, la potenzialità del crowdsourcing si basa sul concetto che, siccome si tratta di una richiesta aperta a più persone, si potranno riunire quelle più adatte a svolgere determinate attività, a risolvere problemi di una certa complessità, e a contribuire con idee nuove e sempre più utili. Grazie ai recenti sviluppi tecnologici, si è assistito a una grande diminuzione dei costi dei computer e di altri apparecchi digitali, che ha portato a una riduzione del divario fra professionisti e amatori del settore. In questo modo le aziende hanno la possibilità di sfruttare il talento della grande massa di utenti. Nel settembre 2010, Henk van Ess ha dato una definizione meno "commerciale" del termine; secondo lui, infatti, il crowdsourcing consiste nell'indirizzare il desiderio degli esperti di risolvere un problema e poi condividere liberamente la risposta con chiunque.
Di recente la rete Internet è stata usata per pubblicizzare e gestire varie attività di crowdsourcing, ma molti altri progetti basati sull'utilizzo dell'intelligenza collettiva sono stati portati avanti ben prima dell'introduzione di questo neologismo.

### Il problema della definizione
A causa della definizione imprecisa fornita da Jeff Howe e altri autori, si è arrivati al punto in cui il complesso delle attività collaborative, online o meno, sono state identificate con il crowdsourcing in maniera erronea. Tralasciando l'implicita imprecisione della definizione, si presenta il problema che nella letteratura scientifica riguardante il crowdsourcing esistono attualmente più di quaranta definizioni distinte del termine. Diversi autori hanno fornito definizioni del crowdsourcing basandosi solo sulle sue specialità, andando così a perdere la visione del termine nel suo complesso.
Estellés e González (2012), avendo effettuato uno studio approfondito di oltre quaranta definizioni del termine crowdsourcing propongono una nuova definizione integratrice:

### Sviluppo dell'intelligenza collettiva
Scelta casualmente, una folla rimane caotica se non soddisfa precisi requisiti, tali da renderla intelligenza collettiva:
- il problema da risolvere presenta serie difficoltà;
- gli iscritti hanno delle capacità in merito;
- avere standardizzato procedure di selezione degli interventi;
- un numero di contributori tale da permettere coerenza nella modularità interna e indipendenza di ognuno di essi da tutto ciò che ne riduce la diversità (nell'incontro il dibattito crea consenso)[11] di pensiero come ricchezza.[12]

### Modelli di Crowdsourcing basati sull'intelligenza collettiva
- Mercato dei futures o delle informazioni: a differenza di un sondaggio dove la conoscenza di un contributo intelligente ha lo stesso valore di uno ignorante, in questo contesto si può agevolare meglio la condivisione dei motivi che portano a determinate scelte. (Intrade,[13] Iowa Electronic Markets,[14] Policy Analysis Market,[15] Hollywood Stock Exchange,[16] Inkling Markets).[17]
- Crowdcreative: è uno dei settori in cui il crowdsourcing ha trovato più applicazioni, dove esperti creativi hanno il compito di risolvere problemi riguardanti la grafica, il design, l'architettura, l'arte (ad es.: Userfarm, Zopa).
- Crowdcasting o network del problem solving: utilizza grandi community di esperti in vari campi della ricerca dove affrontano dei problemi che per i proibitivi costi non si possono risolvere nei centri tradizionali del sapere. (InnoCentive,[13] Netflix Prize,[18] Prize4Life).[19]
- Idea jam: una concentrazione di idee come un grande brainstorming virtuale impiega strumenti di confronto limitato in precisi spazi sincronizzati di sessioni specifiche tenute durante limitati periodi di tempo.[20] (Innovation Jam, Dell IdeaStorm).[21]
- Modello misto o ibrido: composto dai modelli precedenti[22] in tutte le varianti di contenuto generato dagli utenti (tra profit e no-profit, competitivo e collaborativo).[23]  (Marketocracy,[24] Ushahidi,[25] Wikipedia, YouTube).[23]

## Caratteristiche
Il crowdsourcing può essere visto essenzialmente come un modello di produzione e risoluzione dei problemi. Nell'accezione classica del termine, viene richiesta la risoluzione di un determinato problema a un gruppo non definito di persone. Gli utenti, la "crowd" (folla), solitamente si riuniscono in comunità online, le quali forniscono una serie di soluzioni, che vengono poi vagliate dal gruppo stesso alla ricerca delle soluzioni più adatte. Queste soluzioni appartengono all'istituzione o all'individuo che ha inizialmente presentato il problema e gli utenti che hanno contribuito a trovarle in alcuni casi vengono ricompensati in denaro o con premi o riconoscimenti, in altri con la semplice soddisfazione intellettuale. Grazie al crowdsourcing, le soluzioni possono provenire da utenti non professionisti o volontari che lavorano al problema nel loro tempo libero, o da esperti e piccole imprese che erano sconosciute all'istituzione committente.
Jeff Howe distingue quattro diverse strategie di crowdsourcing:
1. crowdfunding (finanziamento collettivo)
2. crowdcreation (creazione collettiva)
3. crowdvoting (votazione collettiva)
4. crowd wisdom (saggezza della folla)

Il termine viene spesso usato anche per riferirsi a situazioni in cui le aziende non si rivolgono alla massa intera di utenti ma solo ad alcuni individui.
Benefici del crowdsourcing rispetto ai tradizionali metodi di problem solving:
- i problemi vengono studiati ad un costo relativamente basso e di solito in breve tempo;
- il pagamento si basa sul risultato o non è previsto, dunque gli utenti sono spesso stimolati da una pura ricerca di personale soddisfazione intellettuale e non da un premio in denaro;
- l'organizzazione committente può avvalersi di un numero di esperti maggiore di quelli già presenti all'interno dell'organizzazione stessa[26];
- ascoltando la massa di utenti, le organizzazioni hanno la possibilità di conoscere direttamente i desideri dei consumatori;
- grazie al suo contributo, la comunità sviluppa un senso di appartenenza all'organizzazione che porta a una conseguente fidelizzazione degli utenti ad un determinato marchio.

Nel suo articolo intitolato The Power of Crowdsourcing, Matt H. Evans sostiene che il crowdsourcing sfrutta le idee presenti a livello globale, aiutando il lavoro delle aziende attraverso un rapido iter progettuale a costo minimo, dato che gli utenti sono sempre desiderosi di condividere le loro idee su scala globale.
La pratica del crowdsourcing viene spesso accusata di non produrre sempre ottimi risultati a livello qualitativo e di essere usata per ottenere del lavoro a costo minimo o addirittura nullo. Entrambe le critiche furono rivolte anche agli amministratori di Facebook quando, nel 2008, chiesero l'aiuto degli utenti per tradurre varie parti del noto social network.
Per questo motivo il crowdsourcing viene sempre più spesso impiegato all'interno di un modello più ampio di "scambio di servizi creativi", dove gli utenti sono stati previamente selezionati e viene affidato a delle agenzie di mediatori il compito di agevolare lo scambio delle istruzioni in merito al progetto tra l'azienda e il pubblico.
La differenza principale fra il crowdsourcing e la tradizionale esternalizzazione consiste nel fatto che il progetto o il problema viene esternalizzato ad un gruppo indefinito di persone invece che ad una specifica entità. Il crowdsourcing si distingue anche dalle produzioni open source perché in quest'ultimo caso si tratta di attività di cooperazione iniziate e portate avanti volontariamente da taluni individui. Nell'esternalizzazione, invece, il progetto viene iniziato da un committente e in seguito sviluppato da un altro individuo o gruppo.. Altre differenze fra le attività open source e quelle di crowdsourcing riguardano le diverse motivazioni che spingono gli individui a partecipare.
Il crowdsourcing è un meccanismo di risoluzione dei problemi potenzialmente molto utile anche per le organizzazioni governative e senza scopo di lucro. Tra il 2008 e il 2009, negli Stati Uniti, la città di Salt Lake City ha sviluppato un progetto di pianificazione del traffico per testare la partecipazione dei cittadini.
Una recente evoluzione del crowdsourcing ha preso il nome di buddysourcing, e consiste nella combinazione dei principi del crowdsourcing e del passaparola. Secondo Magagna, questa situazione si ha quando un'attività, generalmente svolta da un'azienda o da un dipendente, viene "inoltrata" alla rete di amici di un individuo.

### Crowdsourcing via Web
Grazie al recente aumento delle potenzialità delle applicazioni Internet, sono migliorate anche le tecniche di crowdsourcing, e ora il termine si riferisce quasi esclusivamente ad attività svolte via Web. Il potenziale per sviluppare progetti tramite crowdsourcing usando la rete Internet esisteva già in precedenza, ma solo recentemente lo si è potuto cominciare a sfruttare appieno.
In un'intervista per la rivista Wired, Andrea Grover, la curatrice della mostra del 2006 sul crowdsourcing dal titolo "Phantom Captain: Art and Crowdsourcing", afferma che gli individui tendono ad essere più "aperti" quando lavorano a progetti di crowdsourcing perché non si sentono fisicamente giudicati. Questo permette la realizzazione di progetti artistici di ottimo livello in quanto gli individui ignorano o non sono del tutto consapevoli del fatto che il loro lavoro è sottoposto a giudizio. In un contesto di lavoro su Internet, viene data maggiore importanza al progetto che alla comunicazione con altre persone.
Un esempio importante di crowdsourcing sul Web, citato dallo stesso Howe nel suo libro, è rappresentato dal social bookmarking. Grazie ai sistemi di social bookmarking gli utenti possono assegnare dei tag a delle fonti condivise con altri utenti in modo da organizzare le informazioni.

### Collaboratition
"Collaboratition" ("collaboratizione") è un neologismo per descrivere un tipo di crowdsourcing usato per progetti che richiedono uno sforzo collaborativo per essere portati avanti con successo, ma in cui la competizione spinge ad una maggiore partecipazione nonché ad un miglior risultato. Un esempio di collaborazione è dato dall'esperimento condotto dalla DARPA, l'agenzia statunitense per lo sviluppo di progetti di ricerca avanzata nel campo della difesa. Nel 2009 la DARPA ha distribuito dieci palloni segnaletici in tutto il territorio degli Stati Uniti e ha sfidato varie squadre a riferire per prime la posizione di tutti i palloni. Per concludere la gara in modo veloce era necessario uno sforzo cooperativo, che insieme allo spirito di competizione dell'intera gara ha portato alla creazione del giusto contesto "collabora-competitivo" che ha permesso alla squadra del MIT di vincere in meno di nove ore.

### Crowdfunding
Un'altra forma di collaborazione è rappresentata dal crowdfunding, termine derivato da crowdsourcing. In questo caso la collaborazione consiste nel raccogliere fondi, generalmente sul web, per sostenere le iniziative di determinate persone o organizzazioni. Si possono sviluppare progetti di crowdfunding per vari scopi, dagli aiuti umanitari alle vittime di disastri, al finanziamento di artisti da parte dei fan, alle campagne politiche. Uno dei più noti esempi di crowdfunding è rappresentato dalla produzione, nel 2009, del film-documentario The Age of Stupid di Franny Armstrong: la produzione del film ha ricevuto sovvenzioni pari a 1,2 milioni di dollari e la pellicola è stata in seguito distribuita e proiettata in tutto il mondo grazie al crowdsourcing.

## Primi esempi
La realizzazione dell'Oxford English Dictionary (OED) è forse uno dei primi esempi di crowdsourcing. Il progetto partì con una richiesta, aperta a tutta la comunità, di volontari che volessero contribuire a catalogare tutte le parole della lingua inglese e a fornire esempi per ogni loro singolo uso. Nei settant'anni di durata del progetto sono stati ricevuti più di sei milioni di contributi. La creazione dell'OED è raccontata in modo dettagliato nel saggio di Simon Winchester dal titolo "L'assassino più colto del mondo" ("The Surgeon of Crowthorne").
Il Teatro dell'oppresso del regista brasiliano Augusto Boal può essere considerato un primo esempio di crowdsourcing applicato all'arte teatrale. Nei suoi spettacoli Boal vuole dare enfasi ai partecipanti, e all'influenza che la loro collaborazione ha sulle loro performance.
Un altro dei primi esempi di crowdsourcing risale al 1994, quando la Northeast Consulting realizzò un database delle tendenze del mercato raccogliendo dati da numerose fonti.

### Esempi storici
- Il Premio alcali
- Il Premio Longitudine
- Turbine di Fourneyron
- Progetto tavole numeriche
- Prix Montyon
- Nicolas Appert e conservazione degli alimenti
- Premio Loebner
- Problemi per il millennio
- La vita in un giorno

## Aspetti positivi
In un'intervista Andrea Grover ha spiegato che il crowdsourcing è in grado di eliminare l'ostacolo finanziario che impedisce alla maggior parte delle persone di entrare a far parte del mondo dell'arte, in quanto il patrimonio di Internet è fondamentalmente di tutti. Secondo la Grover, l'aspetto maggiormente positivo del crowdsourcing è la soddisfazione ottenuta dal lavoro all'interno di un gruppo.
Gli individui che partecipano a progetti di crowdsourcing rimangono spesso anonimi, e la Grover afferma che le persone rivelano di più quando non si trovano faccia a faccia perché il fatto di non essere fisicamente presenti dà loro una certa sicurezza, il che è un altro dei vantaggi del crowdsourcing.
Nel suo articolo "Crowdsourcing: 5 reasons it's not just for start-ups anymore", Dion Hinchcliff elenca vari motivi per cui il crowdsourcing rappresenta una grande attrattiva per molte aziende, e non solo per quelle che si trovano agli inizi e non dispongono di molti fondi.. Tra gli altri cita la possibilità di smaltire un po' di lavoro in situazioni di forte richiesta, di avere validi contributi a minor costo, di ottenere risultati migliori, e di affrontare problemi che sarebbero risultati troppo difficili da risolvere internamente. Il crowdsourcing permette alle aziende di presentare richieste di risoluzione di problemi in vari ambiti, scientifico, manifatturiero, tecnologico, medico, ecc., e di ottenere una ricompensa in denaro a chi collabora fornendo un'adeguata soluzione. L'esternalizzazione di progetti molto complessi risulta essere difficile, ma semplici attività possono venire esternalizzate in modo economico ed efficiente. Altri esempi dell'applicazione del crowdsourcing includono il web design, la valutazione di software, e il servizio di assistenza ai clienti, in cui sono i clienti stessi ad occuparsi delle richieste di altri clienti.

## Aspetti negativi
Le implicazioni etiche, sociali ed economiche del crowdsourcing sono oggetto di varie discussioni. Ad esempio, l'autore e critico Douglas Rushkoff, in un'intervista pubblicata su Wired News, ha espresso la sua indecisione riguardo al termine e alle sue implicazioni. A criticare aspramente il termine è anche Jimmy Wales, uno dei fondatori di Wikipedia: egli afferma di trovare il termine incredibilmente irritante, e che "un'azienda che ritiene di poter costruire un sito delegando tutto il lavoro ai suoi utenti non solo non rispetta gli utenti stessi ma non ha assolutamente compreso cosa dovrebbe fare".
I risultati di alcune indagini hanno evidenziato alcuni effetti negativi del crowdsourcing per i proprietari delle aziende, in particolare il fatto che un progetto sviluppato tramite crowdosurcing può talvolta venire a costare all'azienda più di un progetto che prevede un'esternalizzazione tradizionale di certe attività così facendo la produzione e inesistente.
Alcuni possibili svantaggi del crowdsourcing includono:
- costi aggiuntivi per raggiungere un risultato accettabile;
- maggiore probabilità di fallimento del progetto dovuto a mancanza di motivazione economica, scarsità di partecipanti, minore qualità del lavoro, scarsità di interesse personale nel progetto, presenza di barriere linguistiche, o difficoltà nel gestire un progetto di crowdsourcing su larga scala;
- stipendio inferiore alla media o non previsto. Il baratto viene spesso associato al crowdsourcing;
- nessun contratto scritto, accordo di riservatezza o qualsiasi tipo di accordo con i collaboratori;
- difficoltà di mantenere un rapporto di lavoro con i collaboratori per tutta la durata del progetto;
- suscettibilità di risultati errati a causa di sforzi volti a causare danno.

Nonostante alcuni critici ritengano che il crowdsourcing sfrutti gli individui per il loro lavoro, finora nessuno studio sulle motivazioni delle persone ha dimostrato che esse si sentano sfruttate. Al contrario, molti individui all'interno del gruppo traggono importanti benefici dalla loro partecipazione a progetti di crowdsourcing. Altri autori discutono sia dei rischi che dei vantaggi dell'usare il crowdsourcing come strumento per bilanciare le disuguaglianze a livello globale.
Negli ultimi anni, progetti quali il "Mechanical Turk" (il Turco Meccanico, prende il nome dal famoso Turco, l'automa costruito nel XVIII secolo che doveva simulare un giocatore di scacchi), realizzato da Amazon.com, hanno tuttavia fatto grandi passi avanti nella risoluzione di questi dibattiti. Il progetto, chiamato anche "The Turk", mira a far avere maggior controllo alle aziende, agli sviluppatori o a qualsiasi tipo di produttore rendendo più facili le relazioni fra questi e il resto dei collaboratori. Il raggiungimento di questo scopo è reso possibile dalla creazione di una piattaforma virtuale in cui gli individui e le aziende possono comunicare e portare avanti transazioni in modo sicuro per entrambe le parti.
Durante l'intervista di Leah DeVun ad Andrea Grover, alla domanda "Lei ritiene che il crowdsourcing sia in grado di eliminare l'ostacolo economico che impedisce alle persone di entrare a far parte del mondo dell'arte?" la Grover ha risposto in modo affermativo. La Grover ha inoltre spiegato che il crowdsourcing era stato ideato per motivi economici, per permettere alle aziende di abbassare le spese ed essere redditizie.
La Grover ha anche fornito un esempio di un progetto di crowdsourcing che non è andato a buon fine: si tratta del sito web "Justcurio.us", dove gli utenti potevano pubblicare domande e ricevere risposte dagli altri visitatori, che alla fine è diventato un sito di annunci di tipo pornografico. Come ha commentato la Grover, "forse fare solo una domanda è troppo semplice. forse è necessario un maggior livello di complessità."

## Brand marketing
Il crowdsourcing ha catturato l'attenzione anche degli esperti di brand marketing come strumento per attirare clienti tramite i nuovi mezzi di comunicazione. La campagna pubblicitaria "Crash the Super Bowl", operata dal marchio di patatine Doritos, è un significativo esempio di un progetto di successo: i fan delle Doritos dovevano creare il loro annuncio pubblicitario per poter vincere il viaggio per andare a vedere la partita, 25 000 dollari in contanti, e la soddisfazione di aver creato una pubblicità per il Super Bowl. Nel 2011, ben quattro annunci creati da clienti di Doritos e Pepsi Max si sono piazzati fra i primi dieci posti nella classifica di USA Today.
Tuttavia il crowdsourcing non funziona sempre bene per quanto riguarda il lancio sul mercato di un marchio. La Levia, un'azienda produttrice di apparecchiature mediche, non è riuscita a sviluppare un progetto di crowdsourcing basato su una promozione simile per mancanza di collaboratori, di motivazione e di adeguato impegno produttivo.